# Hukływyj
Hukływyj (ukr. Гукливий) – wieś na Ukrainie, w obwodzie zakarpackim, w rejonie mukaczewskim, w hromadzie Wołowiec. W 2001 liczyła 2109 mieszkańców.
W miejscowości jest przystanek kolejowy Hukływyj.